# Lathyrus mulkak
Lathyrus mulkak är en ärtväxtart som beskrevs av Vladimir Ippolitovich Lipsky. Lathyrus mulkak ingår i släktet vialer, och familjen ärtväxter. Inga underarter finns listade i Catalogue of Life.